# Космодром Бајконур
Космодром Бајконур (каз. Байқоңыр ғарыш айлағы, Bayqoñır ğarış aylağı, рус. Космодром Байконур), познат и под именом Тјуратам, највећи је свјетски оперативни комплекс за лансирање вјештачких сателита и космичких бродова са људском посадом. Налази се у степама Казахстана, око 200 км источно од Аралског мора, сјеверно од ријеке Сир Дарја, и близу жељезничке станице Тјуратам, на надморској висини од 90 метара. Име Бајконур долази од ширег истоименог подручја. Подручје је изнајмљено Русији до 2050. године и налази се под управом руске федералне космичке агенције и руских космичких снага. Подручје је елипсоидног облика, око 90 км исток-запад и 85 сјевер-југ, са космодромом у средини. Сви руски свемирски летови са посадом лансирани су са Бајконура.
Бајконур је изграђен крајем 1950-их година, и временом прошириван. Главна намјена космодрома на почетку је у ствари била тестирање интерконтиненталних балистичких ракета. Тестирање ракете Р-7 Семјорка је било међу првим приоритетним задацима. Историјски летови Спутњика-1, Востока-1, и многи други су лансирани са космодрома Бајконур. Под садашњом руском управом, Бајконур остаје прометан космодром, са бројним комерцијалним, војним и научним мисијама које се покрећу сваке године. Спектр-РГ, руско-немачки високоенергетски свемирски телескоп, лансиран је 13. јула 2019. с космодрома Бајконур.

## Историја

### Совјетско доба
Совјетска влада је 12. фебруара 1955. године издала декрет о научноистраживачком полигону бр. 5 (NIIP-5; рус. 5-й Научно-Исследовательский Испытательный Полигон, Pjáty Naúchno-Isslédovatel'skii Ispytátel'nyi Poligón). Дана 2. јуна 1955. године, првобитно је основан центар за тестирање прве интерконтиненталне балистичке ракете на свету intercontinental ballistic missile (ICBM), Р-7 Семјорка. NIIP-5 је убрзо проширен и укључује лансирне објекте за свемирске летове. Место је одабрала комисија коју је предводио генерал Василиј Возњук, под утицајем Сергеја Корољова, главног конструктора R-7 ICBM, а убрзо и човека који стоји иза совјетског свемирског програма. Морао је да буде окружен равницама, пошто је систем радио контроле ракете захтевао (у то време) непрекидан пријем сигнала са земаљских станица удаљених стотинама километара. Поред тога, путања пројектила је морала бити удаљена од насељених места. Такође, корисно је поставити места за свемирска лансирања ближе екватору, јер површина Земље има већу брзину ротације у таквим областима. Узимајући у обзир ова ограничења, комисија је одабрала Тјуратам, село у срцу Казахстанске степе. Трошкови изградње лансирних објеката и неколико стотина километара нових путних и железничких линија учинили су космодром једним од најскупљих инфраструктурних пројеката које је предузео Совјетски Савез. Око објекта је изграђен помоћни град да би се радницима обезбедио смештај, школе и инфраструктура. Добио је статус града 1966. године и назван Лењинск (рус. Ленинск).

#### Име
Постоје опречни извори о пореклу имена Бајконур. Неки извори кажу да је име намерно изабрано 1961. (отприлике у време Гагариновог лета) да би се погрешно усмерио Западни блок на место око 320 km (200 mi) североисточно од центра за лансирање, малог рударског града Бајконура код Жесказгана.
Други извори наводе да је Бајконур био назив Тјуратамске области пре успостављања космодрома. Лењинск, затворени град изграђен за подршку космодрома, Борис Јељцин је 20. децембра 1995. преименовао у Бајконур.

#### Утицај на животну средину
Руски научник Афанасиј Иљич Тобонов истраживао је 1990-их година масовну смрт животиња и закључио да је масовна смрт птица и дивљих животиња у Републици Саха забележена само дуж путања лета свемирских ракета лансираних са космодрома Бајконур. Угинуле дивље животиње и стока су обично спаљивани, а учесници ових спаљивања, укључујући самог Тобонова, његову браћу и становнике његовог родног села Елиптјан, обично су умирали од можданог удара или рака. Министарство одбране Руске Федерације је 1997. променило путању лета и уклонило избачене ракетне ступљеве у близини Њурбинског округа у Русији.
У научној литератури су прикупљени подаци који указују на штетно дејство ракета на животну средину и здравље становништва. UDMH, гориво које се користи у руским ракетним моторима, веома је отровно. То је један од разлога киселих киша и рака код локалног становништва, у близини космодрома. Валериј Јаковљев, руководилац лабораторије за истраживање екосистема Државног научно-производног синдиката примењене екологије „Казмечанобр“, примећује: „Научници су утврдили екстремни карактер деструктивног утицаја свемирског центра „Бајконур“ на животну средину и становништво региона: 11 000 тона космичког старог метала, загађеног посебно токсичним UDMH, још увек лежи на терену падања“. Опоравак отпада је део локалне економије.

### Руска ера
Након распада Совјетског Савеза 1991. године, руски свемирски програм је наставио да функционише са Бајконура под покровитељством Заједнице независних држава. Русија је желела да потпише 99-годишњи закуп за Бајконур, али је пристала на годишњи закуп локације од 115 милиона долара на 20 година са опцијом продужења на 10 година. Савет Федерације Русије је 8. јуна 2005. ратификовао споразум између Русије и Казахстана којим је Русија продужавала рок закупа космодрома до 2050. Цена закупа—која је остала фиксна на 115.000.000 долара годишње — извор је дуготрајног спора између две земље. У покушају да смањи своју зависност од Бајконура, Русија гради космодром Восточни у Амурској области.
Бајконур је био велики део доприноса Русије Међународној свемирској станици (МСС), јер је то једина свемирска лука са које се лансирају руске мисије на МСС. Првенствено услед положаја границе (али у мањој мери положај Бајконура на око 46. паралеле северно) који је довео до орбиталне инклинације МСС од 51,6°; најнижи нагиб који се може достићи појачивачима Сојуза лансираним са Бајконура без летења изнад Кине. Завршетком NASA-иног програма Спејс-шатл 2011. године, Бајконур је постао једина лансирна локација која се користила за мисије посаде на МСС до лансирања Кру Драгон Демо-2 2020. године.
Године 2019, Гагаринов старт је био домаћин три лансирања са посадом, у марту, јулу и септембру, пре него што је модернизован за нову ракету Сојуз-2 са планираним првим лансирањем 2023. године. Финално лансирање са Гагариновог старта одржано је 25. септембра 2019.